# William Gibson
William Ford Gibson (Conway, Carolina del Sud, 17 de març de 1948) és un autor, majoritàriament, de novel·les de ciència-ficció que viu al Canadà. És un dels líders del moviment ciberpunk.

## Biografia
Gibson va néixer a Conway, Carolina del Sud (EUA). El 1968 es va traslladar al Canadà per "evitar el reclutament per a Vietnam", i el 1972 va establir-se a Vancouver, on va començar a escriure ciència-ficció i on ha passat tota la vida adulta. Els seus primers treballs són generalment històries futuristes sobre les influències de la cibernètica i del ciberespai (realitat simulada per ordinador) a la raça humana que viuria en un futur imminent. Els seus treballs dels anys 80 tenen, especialment, un sentiment fosc i trist. La seva primera novel·la, Neuromàntic, va guanyar tres premis (Nebula, Hugo, i el Philip K. Dick Memorial Award).
Més recentment, Gibson s'ha començat a apartar de les distopies fictícies que el van fer famós, cap a un estil més realista, esquivant els seus salts dins la trama a favor de més continuïtat narrativa. La novel·la "Pattern Recognition" el va portar a entrar a les llistes de més venuts per primer cop. Tot i això, encara hi ha un èmfasi en el canvi tecnològic, particularment en les seves conseqüències més fosques i socialment menys previsibles.
A part dels seus treballs en paper, també ha escrit un poema electrònic anomenat "Agrippa (A Book of the Dead)" el 1992, i va flirtejar amb els blogs entre Gener i Setembre de 2003. Gibson va tornar als weblogs a l'Octubre de 2004. També va escriure un tractament del guió d'Alien 3, del qual alguns elements van arribar a la pel·lícula final.
Dues de les seves històries curtes han arribat a transformar-se en pel·lícules: "Johnny Mnemonic" el 1995, amb Keanu Reeves, i "New Rose Hotel" el 1998, amb Christopher Walken, Willem Dafoe, i Asia Argento. Gibson, juntament amb el seu amic Tom Maddox, va escriure els episodis d'Expedient-X "Kill Switch" i "First Person Shooter" i va fer una petita aparició en el darrer. També va en fer una a la mini serie Wild Palms, que estava fortament influïada per la feina de Gibson i d'altres escriptors ciberpunk.
Tot i això, ell mai ha tingut cap relació especial amb els ordinadors.

### Novel·les
- Neuromàntic (1984) (primera part de la Trilogia de l'Sprawl)
- Comte Zero (1986) (segona part de la Trilogia de l'Sprawl)
- Mona Lisa accelerada (1988) (tercera part de la Trilogia de l'Sprawl)
- El Motor Diferencial (1990) (amb Bruce Sterling)
- Llum Virtual (1993) (primera part de la Trilogia del Pont)
- Idoru (1996) (segona part de la Trilogia del Pont)
- Totes les Festes de Demà (1999) (tercera part de la Trilogia del Pont)
- Pattern Recognition (2003) (primera part de la trilogia Blue Ant)
- Spook Country (2007) (segona part de la Trilogia Blue Ant)
- Zero History (2010) (tercera part de la Trilogia Blue Ant)
- The Peripheral (2014) (primera part de la Trilogia Jackpot)
- Agency (2020) (segona part de la trilogia Jackpot)
- Jackpot (Encara no publicada)